# Ludewig III. zu Erbach-Schönberg
Lud(e)wig III. Graf zu Erbach-Schönberg (* 1. Juli 1792 in Zwingenberg; † 18. August 1863 in Airolo) war ein großherzoglich hessischer Generalleutnant und Standesherr aus dem Hause Erbach.

## Familie
Ludewig III. Graf zu Erbach-Schönberg war der Sohn von Gustav Ernst zu Erbach-Schönberg (1739–1812) und dessen Ehefrau Henriette, geborene Gräfin zu Stolberg-Stolberg (1753–1816), der Tochter des Christoph Ludwig II. Graf von Stolberg-Stolberg. Ludewig heiratete am 28. Februar 1837 in Meerholz in erster Ehe Caroline Gräfin von Gronsfeld-Diepenbrock (1802–1852). Aus dieser Ehe ging die Tochter Marie Gräfin zu Erbach-Schönberg (1839–1927) hervor, die Hugo Graf zu Erbach-Fürstenau heiratete. Der gemeinsame Sohn Gustav Fürst zu Erbach-Schönberg wurde Erbe der Standesherrschaft. Nach dem Tod seiner ersten Frau heiratete er in zweiter Ehe die Schwester der ersten Ehefrau Karoline Wilhelmine* Henriette Friederike Gräfin von Gronsfeld-Diepenbrock, die Witwe des Ludwig Freiherr von Ellrichshausen.

## Leben
Ludewig erhielt zunächst Hausunterricht und schlug dann die Militärlaufbahn ein. 1807/09 besuchte er das Militärinstitut des Majors Laroche in Darmstadt. Er wurde 1812 als Premierleutnant im I. Bataillon des Leib-Garde-Regiments der Großherzoglich Hessischen Armee angestellt. Bei der Schlacht bei Wagram geriet er in Kriegsgefangenschaft, nahm am Krieg gegen Russland teil und kehrte Januar/Februar 1813 mit starken Erfrierungen zurück. In der Folge musste die rechten Hand in Darmstadt amputiert werden. Er kämpfte im Oktober 1813 in der Völkerschlacht bei Leipzig. In dieser Schlacht starb sein Bruder Gustav durch eine Kanonenkugel neben ihm und sein älterer Bruder Emil wurde verwundet.
Nach dem Tod seines Bruders Emil erbte er 1828 die Standesherrschaft. Gleichzeitig nahm er seinen Abschied aus der Armee als Oberst à la suite. Mit der Standesherrschaft verbunden war ein Mandat in der Ersten Kammer der Landstände des Großherzogtums Hessen. Entsprechend gehörte er 1829–1849 und 1856 bis zu seinem Tode der Kammer an.
1844 wurde Ludewig Generalleutnant und am 17. Februar 1862 2. Inhaber des 1. Großherzoglich Hessischen Infanterie-Regiments. Später wurde er Senior des Gräflichen Gesamthauses Erbach. Er verstarb auf einer Italienreise in der Schweiz.